# 장희진 (1983년)
장희진(1983년 5월 9일 ~ )은 대한민국의 배우이다.

## 학력
- 간석여자중학교 (졸업)
- 석정여자고등학교 (졸업)
- 경희사이버대학교 (호텔경영학과 /학사)
- 건국대학교 (영화학과 12학번/학사)
- 카톨릭꽃동네대학교 사회복지상담 대학원 (카리타스학과/석사)

## 출연 작품

### 드라마
- 2004년 MBC 일일시트콤 《논스톱 5》 ... 장희진 역
- 2004년 ~ 2005년 SBS 특별기획 드라마 《토지》 ... 양현 역
- 2005년 SBS 드라마스페셜 《건빵선생과 별사탕》 ... 오은별 역
- 2005년 MBC 베스트극장 《어느 멋진 날》 ... 순영 역
- 2008년 KBS2 드라마시티 《실연 복수 전문가 Miss 조》 ... 조선주 역
- 2008년 ~ 2009년 MBC 드라마넷 토요 미니시리즈 《서울무림전》 ... 소청비 역
- 2009년 MBC 일일시트콤 《태희혜교지현이》 ... 장희진 역
- 2009년 KBS2 납량특집 월화 미니시리즈 《전설의 고향 (계집종)》 ... 수진 역
- 2011년 KBS1 TV문학관 《TV문학관 사랑방손님과 어머니》 ... 선화 역
- 2011년 MBN 주말 미니시리즈 《왓츠업》 ... 은채영 역
- 2011년 ~ 2012년 KBS2 월화 미니시리즈 《스파이 명월》 ... 주인아 역
- 2012년 KBS2 월화 미니시리즈 《빅》 ... 이세영 역
- 2012년 KBS2 주말연속극 《내딸 서영이》 ... 정선우 역
- 2013년 ~ 2014년 SBS 주말 특별기획 드라마 《세 번 결혼하는 여자》 ... 이다미 역
- 2014년 KBS2 드라마 스페셜 《KBS 드라마 스페셜 - 세 여자 가출소동》 ... 여진 역
- 2015년 MBC 수목 특별기획 드라마 《밤을 걷는 선비》 ... 수향 역
- 2015년 SBS 드라마스페셜 《마을 - 아치아라의 비밀》 ... 김혜진 역
- 2016년 JTBC 금토 미니시리즈 《마녀보감》 ... 중전 심씨 / 대비 심씨 (인순왕후 심씨) 역
- 2016년 KBS2 수목 미니시리즈 《공항 가는 길》 ... 김혜원 역
- 2017년 tvN 월화 미니시리즈 《내성적인 보스》 ... 서연정 역
- 2017년 MBC 주말연속극 《당신은 너무합니다》 ... 정해당 / 유쥐나 역
- 2018년 KBS2 드라마스페셜 《KBS 드라마 스페셜 - 이토록 오랜 이별》 ... 정이나 역
- 2019년 TV조선 주말 미니시리즈 《바벨》 ... 한정원 역
- 2020년 tvN 수목 미니시리즈 《악의 꽃》 ... 도해수 역
- 2021년 ~ 2022년 MBC 금토 미니시리즈 《옷소매 붉은 끝동》 ... 중전 김씨 역
- 2023년 tvN 주말 미니시리즈 《판도라: 조작된 낙원》 ... 고해수 역
- 2024년 tvN 주말 드라마 《정년이》... 홍매 역

### 영화
| 연도   | 제목                       | 역할      | 비고     |
| ------ | -------------------------- | --------- | -------- |
| 2006년 | 아파트                     | 유연 役   |          |
| 2006년 | 가문의 부활 - 가문의 영광3 | 안주리 役 | 특별출연 |
| 2006년 | 폭력써클                   | 정수희 役 |          |
| 2008년 | 기다리다 미쳐              | 남보람 役 |          |
| 2008년 | 영화는 영화다              | 은선 役   | 특별출연 |
| 2011년 | 혈투                       | 서현 役   |          |
| 2013년 | 콩나물                     | 주미 役   |          |
| 2014년 | 도희야                     | 은정 役   | 특별출연 |
| 2014년 | 좋은 친구들                | 지향 役   |          |

### 예능, 기타
| 연도 | 종류 | 방송사     | 제목                             | 역할   | 비고        |
| ---- | ---- | ---------- | -------------------------------- | ------ | ----------- |
| 2005 | 예능 | MBC        | 일요일 일요일 밤에 - 전국이 들썩 | 게스트 |             |
| 2005 | 예능 | SBS        | 일요일이 좋다                    | 게스트 |             |
| 2006 | 음악 | KBS2       | 뮤직뱅크                         | MC     |             |
| 2006 | 예능 | SBS        | 일요일이 좋다-X맨                | 게스트 |             |
| 2010 | 예능 | KBS1       | 연대기-100인의 전설              | MC     |             |
| 2010 | 예능 | Y-STAR     | 희진's Lovely                    | MC     |             |
| 2012 | 음악 | MBN        | 더 듀엣                          | 출연자 |             |
| 2015 | 예능 | Olive      | 아바타 셰프                      | 게스트 |             |
| 2016 | 예능 | SBS        | 정글의 법칙 in 파푸아뉴기니      | 부족원 |             |
| 2017 | 예능 | MBC Every1 | 로맨스의 일주일 시즌 4           | 출연자 |             |
| 2017 | 예능 | SBS Plus   | 스타그램 시즌2                   | 게스트 |             |
| 2017 | 예능 | tvN        | 인생술집                         | 게스트 | 25회        |
| 2017 | 예능 | JTBC       | 한끼줍쇼                         | 게스트 |             |
| 2017 | 예능 | SBS        | 살짝 미쳐도 좋아                 | MC     |             |
| 2019 | 예능 | SBS        | 런닝맨                           | 게스트 | 445 ~ 446회 |
| 2020 | 예능 | tvN        | 온앤오프                         | 게스트 | 20회        |
| 2021 | 예능 | SBS Plus   | 트렌드 레코드 시즌4              | MC     |             |
| 2022 | 예능 | SBS        | 꼬리에 꼬리를 무는 그날 이야기   | 게스트 |             |
| 2024 | 예능 | TV조선     | 식객 허영만의 백반기행           | 게스트 | 250회       |

### 음악
| 뮤직비디오 | 뮤직비디오     | 뮤직비디오                           | 뮤직비디오 |
| 연도       | 가수           | 곡명                                 |            |
| ---------- | -------------- | ------------------------------------ | ---------- |
| 2008년     | 문희준         | Obsession                            |            |
| 2010년     | 용감한 형제    | 슬픈음악                             |            |
| 앨범       |                |                                      |            |
| 연도       | 가수           | 앨범명/곡명                          |            |
| 2012년     | 장희진, 케이윌 | [EP] The DUET 2nd WEEK (살콤한 상상) |            |

### 광고
| 연도   | 제목                                              |
| ------ | ------------------------------------------------- |
| 2003년 | - SK텔레콤 June                                   |
| 2004년 | - 농심 포스틱 - KTF 뮤직서치폰                    |
| 2005년 | - 카스 큐팩 - 빙그레 요맘때 - 썬키스트 레몬에이드 |

## 수상 및 후보
| 연도 | 시상식                     | 부문                           | 수상              | 결과 |
| ---- | -------------------------- | ------------------------------ | ----------------- | ---- |
| 2008 | 제3회 코리아드라마페스티벌 | 네티즌인기상                   |                   | 수상 |
| 2008 | 제7회 대한민국 영화대상    | 신인여우상                     | 기다리다 미쳐     | 후보 |
| 2009 | MBC 방송연예대상           | 코미디/시트콤 부문 여자 우수상 | 태희혜교지현이    | 후보 |
| 2010 | 제2회 코리아 주얼리 어워드 | 에메랄드상                     | 빈칸              | 수상 |
| 2017 | MBC 연기대상               | 주말극 부문 여자 우수연기상    | 당신은 너무합니다 | 수상 |